# Campeonato Asiático de Atletismo de 2019 - 400 m feminino
A prova dos 400 metros feminino do Campeonato Asiático de Atletismo de 2019 foi disputada no dia 21 de abril de 2019 no Estádio Internacional Khalifa em Doha, no Catar. 

## Recordes
Antes desta competição, os recordes mundiais e do campeonato nesta prova eram os seguintes:
|                       | Nome               | Nacionalidade     | Tempo  | Local    | Data                 |
| --------------------- | ------------------ | ----------------- | ------ | -------- | -------------------- |
| Recorde mundial       | Marita Koch        | Alemanha Oriental | 47s 60 | Camberra | 6 de outubro de 1985 |
| Recorde do campeonato | Damayanthi Dharsha | Sri Lanka         | 51s 05 | Jacarta  | 2000                 |
| Recorde asiático      | Salwa Eid Naser    | Bahrein           | 49s 08 | Mónaco   | 20 de julho de 2018  |

## Medalhistas
| Ouro              | Prata               | Bronze               |
| Salwa Naser (BHR) | Elina Mikhina (KAZ) | M. R. Poovamma (IND) |

## Cronograma
Todos os horários são locais (UTC+3)
| Data        | Hora  | Evento  |
| ----------- | ----- | ------- |
| 21 de abril | 09:20 | Bateria |
| 21 de abril | 19:28 | Final   |

## Resultados

### Bateria
Qualificação: 3 atletas de cada bateria  (Q) mais os  2 melhores qualificados (q). 
| Posição | Bateria | Atleta              | Nacionalidade | Tempo   | Notas                |
| ------- | ------- | ------------------- | ------------- | ------- | -------------------- |
| 1       | 2       | Salwa Naser         | Bahrein       | 52.29   | Q,                   |
| 2       | 2       | M. R. Poovamma      | Índia         | 52.46   | Q,                   |
| 3       | 1       | Nadeesha Ramanayaka | Sri Lanka     | 53.66   | Q                    |
| 4       | 2       | Mae Hirosawa        | Japão         | 53.91   | Q                    |
| 5       | 2       | Kristina Pronzhenko | Tajiquistão   | 54.13   | q,                   |
| 6       | 1       | Svetlana Golendova  | Cazaquistão   | 54.26   | Q                    |
| 6       | 2       | Elina Mikhina       | Cazaquistão   | 54.26   | q,                   |
| 8       | 1       | Zainab Mohammed     | Bahrein       | 54.37   | Q,                   |
| 9       | 1       | Huang Guifen        | China         | 54.44   |                      |
| 10      | 1       | Nguyễn Thị Hằng     | Vietname      | 54.64   | Recorde da temporada |
| 11      | 2       | Li Xue              | China         | 55.04   |                      |
| 12      | 1       | Tatiana Rybakova    | Quirguistão   | 1:00.48 | Recorde pessoal      |
| 13      | 2       | Kenza Sosse         | Catar         | 1:01.88 | Recorde nacional     |
| 14      | 1       | Hanin Thabit        | Iêmen         | 1:06.37 | Recorde da temporada |
| 15      | 1       | Hima Das            | Índia         | DNF     |                      |

### Final
| Posição           | Raia | Atleta              | Nacionalidade | Tempo | Notas                |
| ----------------- | ---- | ------------------- | ------------- | ----- | -------------------- |
| Medalha de ouro   | 4    | Salwa Naser         | Bahrein       | 51.34 | Recorde da temporada |
| Medalha de prata  | 3    | Elina Mikhina       | Cazaquistão   | 53.19 | Recorde da temporada |
| Medalha de bronze | 5    | M. R. Poovamma      | Índia         | 53.21 |                      |
| 4                 | 8    | Mae Hirosawa        | Japão         | 53.54 |                      |
| 5                 | 6    | Svetlana Golendova  | Cazaquistão   | 53.83 |                      |
| 6                 | 7    | Nadeesha Ramanayaka | Sri Lanka     | 53.98 |                      |
| 7                 | 2    | Kristina Pronzhenko | Tajiquistão   | 54.56 |                      |
| 8                 | 9    | Zainab Mohammed     | Bahrein       | 54.61 |                      |

Legenda
| Recorde mundial       | Recorde mundial (World record)               |                       | Recorde africano                      | Recorde africano (African) |                                           | Q | Classificado por posição (Qualified) |
| Recorde do campeonato | Recorde do campeonato (Championship record)  | Recorde da América    | Recorde da América (Americas)         | q                          | Classificado por melhor tempo (Qualified) |   |                                      |
| Melhor marca do ano   | Melhor marca do ano (World leading)          | Recorde asiático      | Recorde asiático (Asian)              | DNS                        | Não largou (Did not start)                |   |                                      |
| Recorde nacional      | Recorde nacional (National record)           | Recorde europeu       | Recorde europeu (European)            | DNF                        | Não terminou (Did not finish)             |   |                                      |
| Recorde pessoal       | Recorde pessoal do atleta (Personal best)    | Recorde da Oceania    | Recorde da Oceania (Oceania)          | DSQ / DQ                   | Desclassificado (Disqualified)            |   |                                      |
| Recorde da temporada  | Recorde da temporada do atleta (Season best) | Recorde sul-americano | Recorde sul-americano (South America) | NM                         | Sem marca (No mark)                       |   |                                      |